# 昆代隆古國家公園
昆代隆古國家公園是非洲中部國家剛果民主共和國的國家公園，位於該國東南部加丹加省，佔地約7,600平方公里，成立於1970年，野生動物有羚羊、非洲水牛、藍麂羚、獅子、豹、非洲野犬、斑鬣狗等。